# Prințesa Marguerite d'Orléans
Prințesa Marguerite Adélaïde Marie de Orléans, franceză Marguerite Adélaïde d'Orléans, poloneză Małgorzata Adelajda Orleańska,; 16 februarie 1846 - 24 octombrie 1893) a fost membră a Casei de Orléans și prințesă franceză prin naștere. Prin căsătoria cu Prințul Władysław Czartoryski, Marguerite a devenit prințesă a Casei de Czartoryski.

## Biografie
Marguerite a fost al treilea copil al lui Louis, Duce de Nemours și a soției acestuia, Prințesa Victoria de Saxa-Coburg-Kohary (verișoara primară a reginei Victoria).
La 15 ianuarie 1872, la Chantilly, Marguerite s-a căsătorit cu Prințul Władysław Czartoryski, al doilea copil al Prințului Adam Jerzy Czartoryski și a soției sale, Prințesa Anna Zofia Sapieha. Marguerite și Władysław au avut doi fii:
- Prințul Adam Ludwik Czartoryski (5 noiembrie 1872 – 29 iunie 1937)[1]
- Prințul Witold Kazimierz Czartoryski (10 martie 1876 – 29 octombrie 1911)[1]